# Dunga
Carlos Caetano Bledorn Verri normalt bare kendt som Dunga (født 31. oktober 1963 i Rio Grande do Sul, Brasilien) er en tidligere brasiliansk fodboldspiller og nuværende træner, der som midtbanespiller spillede 91 landskampe for Brasilien, som han blandt andet blev verdensmester med ved VM i 1994 i USA. Efter sit karrierestop er han blevet træner, og var i perioden 2006-2010 træner for det brasilianske fodboldlandshold.

## Klubkarriere
Dungas aktive karriere strakte sig fra 1980 til 2000, og bød på ophold hos en række brasilianske og europæiske storklubber. Han optrådte i hjemlandet blandt andet hos SC Internacional og Corinthians, mens han i Europa hovedsageligt var tilknyttet italienske Fiorentina samt VfB Stuttgart fra den tyske Bundesliga.

## Landshold
Dunga nåede gennem sin karriere at spille 91 kampe og score seks mål for Brasiliens landshold, som han repræsenterede i årene mellem 1982 og 1998. Han var anfører for holdet der blev verdensmestre ved VM i 1994, og havde samme rolle ved VM i 1998, hvor brasilianerne vandt sølv.
Udover succesen i VM-sammenhæng var Dunga også med til at vinde to Copa América-titler, der blev sikret i henholdsvis 1989 og 1997. I 1997 førte han desuden holdet til sejr i Confederations Cup.

## Trænerkarriere
Efter at have stoppet sin aktive karriere i 2003 blev Dunga tildelt jobbet som brasiliansk landstræner i 2006. Dette var hans første trænerjob, hvilket var usædvanligt på den udsatte post som ansvarlig for brasilianerne. Hans første turnering på posten var Copa América i 2007, der endte som en stor succes, da Brasilien vandt turneringen efter finalesejr over Argentina.
I 2008 var han desuden ansvarlig for det brasilianske OL-hold, der vandt bronze ved OL i Beijing. Dunga videreførte succesen i 2009, hvor han ledte Brasilien til den 3. Confederations Cup titel i Sydafrika. Han førte også holdet frem til VM i 2010 i Sydafrika, hvor det gik videre fra gruppespillet, men  tabte 2-1 i kvartfinalen mod Holland. Dunga blev efterfølgende fyret som træner på grund af Brasiliens VM-exit.

## Titler som spiller
Japansk mesterskab
- 1997 med Jubilo Iwata

VM
- 1994 med Brasilien

Copa América
- 1989 og 1997 med Brasilien

Confederations Cup
- Confederations Cup 1997 med Brasilien

## Titler som træner
Copa América
- 2007 med Brasilien

Confederations Cup
- 2009 med Brasilien